# St. Petri (Wahrstedt)

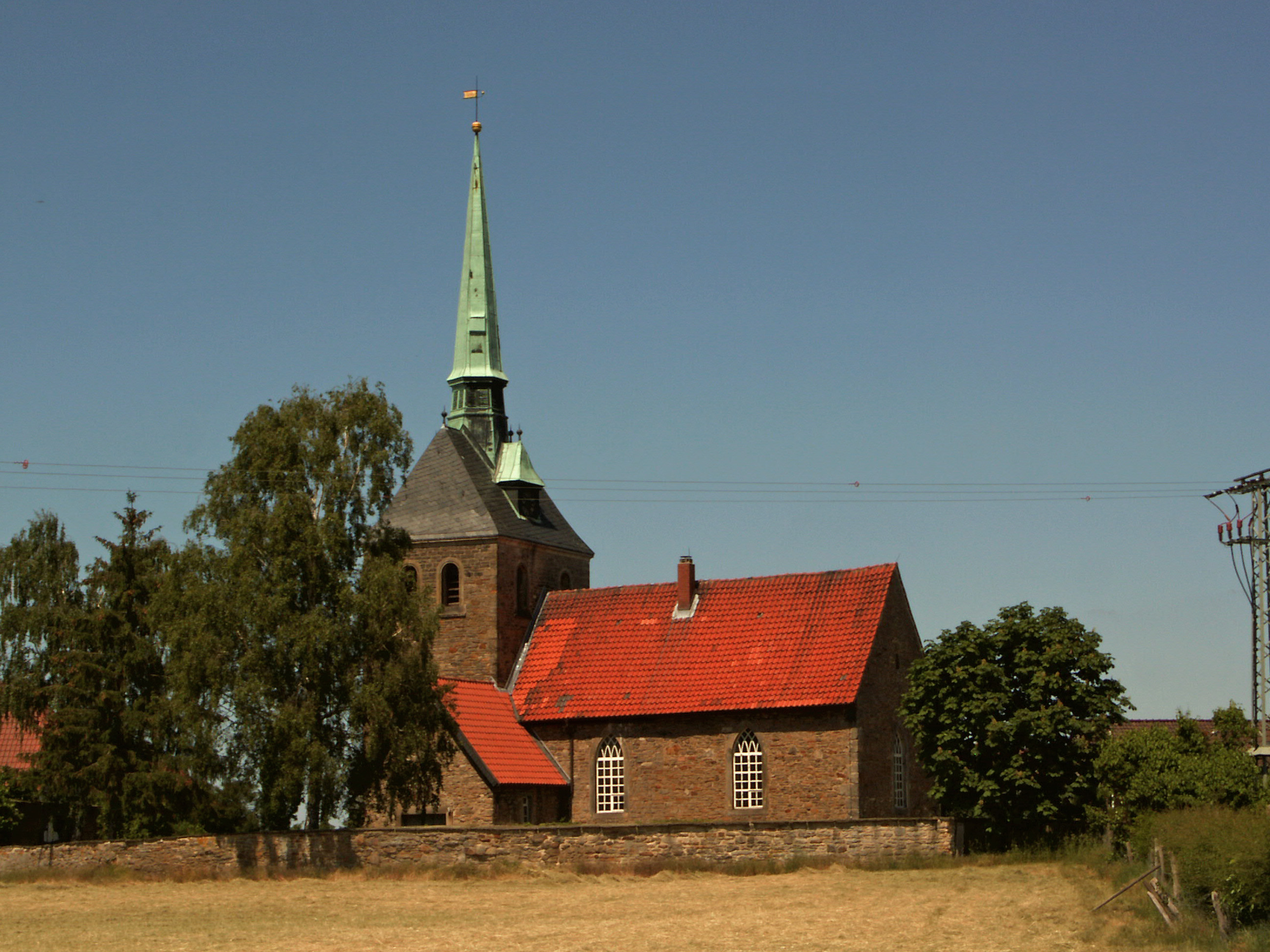
St. Petri

Die evangelisch-lutherische denkmalgeschützte Kirche St. Petri steht in Wahrstedt, einem Ortsteil der Gemeinde Velpke im Landkreis Helmstedt in Niedersachsen. Die Kirchengemeinde gehört zur Propstei Vorsfelde der Evangelisch-lutherischen Landeskirche in Braunschweig.

## Beschreibung
Die Saalkirche mit dem gerade geschlossenen Chor ist im Kern spätgotisch. Das Kirchenschiff entstand im 13., der Chor im 15. Jahrhundert. Der querrechteckige Kirchturm im Westen wurde auf Veranlassung von Carl Hartwig von Bibow, der das Kirchenpatronat innehatte, im Jahre 1767 angebaut. Er ist mit einem Walmdach bedeckt, aus dessen Mitte sich ein spitzer Dachreiter erhebt. Seit dem 14. Jahrhundert hingen im Turm drei Kirchenglocken. Zwei Glocken mussten während des 1. Weltkrieges zum Einschmelzen abgegeben werden. 1934 wurde als Ersatz eine neue Glocke von der Radlerschen Glockengießerei angeschafft. Aber nur wenige Jahre später war die Glocke während des Zweiten Weltkrieges wieder abzugeben. Erst 1988 wurde sie ersetzt. Die spitzbogigen Fenster im Kirchenschiff wurden erst 1845 eingebaut.
Zur Kirchenausstattung gehört ein barocker Hochaltar von 1678 mit drei Statuen, Jesus als Auferstandener, Johannes der Täufer und Mose mit den beiden Gesetzestafeln. Auf der Predella ist das Abendmahl zu sehen.